# Leonardo Morlino
Leonardo Morlino (Montemurro, 28 giugno 1947 – Firenze, 18 giugno 2025) è stato un politologo italiano.

## Biografia
Laureato in Scienze politiche all'università di Napoli, si è specializzato in politica comparata a Firenze sotto la guida di Giovanni Sartori. 
E' stato professore di Scienza politica presso la Facoltà di Scienze politiche 'Cesare Alfieri' dell'Università di Firenze dal 1971 al 2006. Qui ha ricoperto il ruolo di preside della Facoltà di Scienze Politiche (dal 1992 al 1995), nonché quello di prorettore alla ricerca e vicario di Ateneo (dal 2003 al 2006). E' stato, inoltre, direttore del Centro Interuniversitario di Ricerca sul Sud Europa (CIRES). 
E' stato professore di Scienza politica presso l' 'Università LUISS "Guido Carli" dal 2012 al 2018, diventando poi Professore Emerito di Scienza politica presso la medesima università. Qui ha ricoperto l'incarico di Prorettore alla Ricerca e ha contribuito allo sviluppo della Luiss School of Government.
È stato presidente della Società Italiana di Scienza Politica (SISP) dal 1998 al 2001, e primo presidente italiano dell'International Political Science Association (IPSA) dal 2009 al 2012.
E' stato visiting professor presso l'Università di Stanford, la New York University, l'Institut d'Etudes Politiques di Parigi, il Centro de Estudios Politicos y Constitucionales, l'Istituto Juan March di Madrid, e fellow presso il Nuffield College e l'Università Yale.
E' autore numerosi libri e saggi sui cambiamenti dei regimi politici, sui processi di democratizzazione e sulla qualità della democrazia in diverse aree del mondo.

## La teoria dell'ancoraggio
Morlino ha elaborato la teoria dell'ancoraggio per capire come e perché vi possa essere consolidamento democratico o crisi democratica. Secondo Morlino, per raggiungere il consolidamento con una legittimazione limitata sono necessari forti ancoraggi. I principali meccanismi di ancoraggio che si possono trovare empiricamente sono: organizzazione del partito, clientelismo, accordi neo-corporativisti e controllo di partito degli interessi. Altri punti di ancoraggio possibili includono: un leader forte, un canale tv di successo e un internet networking sapientemente gestito.
Allo stesso modo, c'è una crisi interna della democrazia quando per una serie di motivi diversi le ancore esistenti svaniscono, e dunque c'è un de-ancoraggio. In caso di crisi questo fenomeno è di solito aggravato dalla delegittimazione in termini di insoddisfazione circa le politiche attuate o di uno stallo decisionale.

## Come analizzare la qualità democratica
Secondo Morlino, una buona democrazia è, prima di tutto, un regime ampiamente legittimato e stabile, dove i cittadini sono pienamente soddisfatti perché i governanti eletti sono capaci e in grado di rispondere alle loro esigenze e domande (qualità come risultato).
Se le istituzioni sono ancora in discussione, l'energia sarà assorbita dalle esigenze e dagli obiettivi del suo consolidamento o mantenimento. Inoltre, i suoi cittadini e le sue comunità godono di libertà e uguaglianza al di là del minimo (qualità come contenuto).
In terzo luogo, i cittadini di una buona democrazia devono essere in grado di monitorarla e valutarla attraverso le elezioni (responsabilità elettorale) o indirettamente (controllo reciproco tra le istituzioni). Essi devono poi controllare come i due valori di libertà e di uguaglianza sono raggiunti attraverso il pieno rispetto delle norme vigenti (il cosiddetto stato di diritto), la loro attuazione efficiente, e l'efficacia nella decisione-responsabilità politica delle scelte delle élite elette in relazione alle questioni sollevate dalla società civile (qualità come procedura).
I cittadini, gli esperti e gli studiosi con diverse concezioni ideali della democrazia, possono verificare quali delle tre qualità meglio si adattano ai loro ideali e in quale misura tali qualità sono attuate in un determinato paese in un determinato momento, utilizzando la ricerca empirica condotta da Morlino.

## Opere
- Come cambiano i regimi politici: strumenti di analisi, Milano, Angeli, 1980, ISBN 9788820418144.
- Dalla democrazia all'autoritarismo. Il caso spagnolo in prospettiva comparata, Bologna, Il Mulino, 1981, OCLC 1981.
- Cómo cambian los regímenes políticos: Instrumentos de análisis, Madrid, Centro de Estudios Constitucionales, 1985, ISBN 9788424910082.
- Morlino (a cura di), Scienza politica, Torino, Fondazione Giovanni Agnelli, 1989, ISBN 9788878600287.
- Le Elezioni nel mondo 1982-1989, Firenze, Giunta Regionale Toscana, 1990, OCLC 801861196.
- Morlino (a cura di), Costruire la democrazia: gruppi e partiti in Italia, Bologna, Il Mulino, 1991, ISBN 9788815032478.
- Morlino (a cura di), Laurea in Scienze Politiche. Identità e sbocchi professionali, Florence, Editrice La Giuntina, 1995, OCLC 868530045.
- Democracy between consolidation and crisis: parties, groups, and citizens in Southern Europe, Oxford New York, Oxford University Press, 1998, ISBN 9780198280828.
- Rights and the quality of democracy in Italy. A research report, Stockholm, IDEA, 2001.
- Leonardo Morlino, Donatella Della Porta e Maurizio Cotta, Scienza politica, Bologna, Il Mulino, 2008, ISBN 9788815125620.
- Democrazie e democratizzazioni, Bologna, Il Mulino, 2003, ISBN 9788815085122.
- Fondamenti di scienza politica, Bologna, Il Mulino, 2004, ISBN 9788815102218.
- Introduzione alla ricerca comparata, Bologna, Il Mulino, 2005, ISBN 9788815107619.
- La democrazia locale tra rappresentanza e partecipazione, Milano, Angeli, 2005, ISBN 9788846462190.
- Changes for democracy: actors, structures, processes, Oxford, Oxford University Press, 2012, ISBN 9780199698110.
- Morlino, Piana e Raniolo (a cura di), La qualità della democrazia in Italia, 1992-2012, Bologna, Il Mulino, 2013, ISBN 9788815244307.
- The quality of democracy in Latin America. A research report, Stockholm, IDEA International, 2014.
- Morlino e Fantoni (a cura di), The American exceptionalism revisited, Roma, Viella, 2015, ISBN 9788867283286.
- Morlino (a cura di), Uguaglianza, libertà, democrazia. L'Europa dopo la Grande recessione, Bologna, Il Mulino, 2021, ISBN 9788815292742.
- Morlino e Raniolo, Inequalities in European Democracies, Oxford, Oxford University Press, forthcoming

## Premi e riconoscimenti
Nel 2012 gli è stata conferita la Dartmouth Medal - Honorable Mention per The International Encyclopedia of Political Science.
Ha ricevuto dottorati Honoris Causa dall'Universidad Mayor de San Andrés (UMSA) di La Paz (Bolivia), dall'Universidad Nacional Mayor de San Marcos di Lima (Perù) e dall'Università di Bucarest (Romania).
E' stato insignito del Premio per i risultati scientifici in scienze politiche dall'Associazione Cilena di Scienze Politiche e del Premio per i risultati accademici e il contributo allo sviluppo delle scienze politiche dalla Sociedad Argentina de Analisis Politico di Buenos Aires.
E' stato nominato Profesor Honorario dell'Universidad Nacional de la Matanza di Buenos Aires e membro onorario dell'Associazione tunisina di scienze politiche, nonché membro a vita dell'Associazione internazionale di scienze politiche (IPSA) e dell'Associazione Messicana di Scienze Politiche (AMECIP).
Gli è stato conferito il titolo di Huespes de Honor della città di Buenos Aires e Visitante Distinguido della città di Puebla.